# 霍集斯
霍集斯（維吾爾語：خوجىس‎；？—1781年10月），中國新疆烏什人，清代回部王公，歷任烏什、和闐阿奇木伯克，封郡王品級多羅貝勒，作為“平定西域前五十功臣”而圖形紫光閣。霍集斯以機智多謀、善於應變而著稱，歷經蒙古準噶爾部、大小和卓、清朝統治時期，始終身居高位，逢兇化吉。曾在平定準噶爾、平定大小和卓之亂中發揮重要作用，晚年留居北京。霍集斯族屬一般被認為是維吾爾族，留居京師後隸屬於蒙古正白旗。

## 生平

### 統治烏什
霍集斯為吐魯番頭目之一阿濟斯和卓第三子，早年居於吐魯番。17世紀末，葉爾羌汗國在天山南路的統治崩潰，吐魯番一帶出現了莽噶里克、沙克扎帕爾、托克托瑪木特、額敏和卓等衆多勢力。阿濟斯和卓也乘機成為地方首領，臣服於天山北路的蒙古準噶爾部。雍正初（1725年左右），在準噶爾的支持下，阿濟斯和卓將一部分吐魯番居民強行遷往烏什，並將烏什改名“圖爾璊”（吐魯番的異音）。阿濟斯和卓死後，霍集斯繼任烏什的阿奇木伯克（長官），其兄阿卜都瓜卜為阿克蘇阿奇木伯克，仍向準噶爾台吉噶爾丹策零稱臣。
乾隆十七年（1752年），準噶爾部貴族達瓦齊殺死噶爾丹策零之子喇嘛達爾扎，成為準噶爾的新任統治者（渾台吉）。十九年（1754），霍集斯從烏什前往伊犁（今新疆霍城縣）拜見達瓦齊，在途中遇到喀什噶爾（今喀什市）的黑山派和卓玉素普。玉素普為葉爾羌（今莎車縣）的統治者達涅爾和卓次子，原作為人質留在伊犁，在騙取達瓦齊的同意後正返回喀什噶爾。霍集斯察覺到玉素普舉止異常，到伊犁後向達瓦齊告發，達瓦齊派兵追之不及。事後玉素普果然在喀什噶爾舉兵，並謀劃北上攻取阿克蘇。

### 擒獲達瓦齊
乾隆二十年（1755年）二月，清廷派定北將軍班第率定邊左副將軍阿睦爾撒納、右副將軍薩拉爾等領兵出征準噶爾。五月，達瓦齊兵敗格登山（在今昭蘇縣），率殘兵百餘人南逃。此時霍集斯、阿卜都瓜卜兄弟控制著達瓦齊南下的必經之路。將軍班第檄文曉諭烏什、阿克蘇，命霍集斯等回人頭目設哨協剿。
霍集斯見準噶爾大勢已去，決計擒拿達瓦齊，向清廷邀功，謀求作天山南路各城的首領。六月八日，在偵知達瓦齊駐扎地後，霍集斯派其弟阿卜都里木給達瓦齊送去酒食馬匹，並自己稱因病不能親至，邀達瓦齊前來暫住。達瓦齊欣然應允。霍集斯遂與親信薩里出城迎候，並於樹林中設伏。達瓦齊馳至，薩里牽住達瓦齊本人的坐騎，林中伏兵殺出，將達瓦齊及其子羅卜扎所率七十餘人全部擒獲。霍集斯遣人給班第送信報捷，請求派一隊清兵到穆素爾達坂（在今阿克蘇境內）迎接。班第即派副都統額爾登額領索倫兵三百、喀爾喀及厄魯特兵二百往迎，並令霍集斯親自領兵監押前來。六月二十四日，霍集斯與額爾登額將達瓦齊父子押送至清軍大營。班第以霍集斯立功，擬送其赴熱河覲見皇帝。
霍集斯認為清廷平定準噶爾後，必冊封副將軍阿睦爾撒納為西域厄魯特各部的總首領。因此私下謁見阿睦爾撒納，求阿睦爾撒納待葉爾羌、喀什噶爾收服後，委派自己管理南路回部各城。此事被將軍班第察覺，密奏乾隆皇帝。乾隆皇帝對此並不在意，諭示班第“此但因阿睦爾撒納為將軍，且恐其總統準部耳，勿過慮。”

### 脅從大小和卓
準噶爾滅亡後，葉爾羌、喀什噶爾的黑山派和卓勢力活躍。喀什噶爾的玉素普和卓集結軍隊，意欲北上爭奪阿克蘇、烏什。霍集斯家族是白山派和卓的支持者，霍集斯之兄阿卜都瓜卜欲借清兵和白山派力量來化解黑山派的威脅，於是向將軍班第進言，可派白山派大和卓波羅尼都隨軍南下，利用其宗教影響，招降葉爾羌、喀什噶爾、和闐（今和田市）諸城。班第照準，派侍衛托倫泰（八旗蒙古人）領兵一千四百人護送波羅尼都，又令霍集斯隨行。波羅尼都與霍集斯的私交甚好，對其十分倚重。霍集斯也利用波羅尼都的宗教地位為號召，以實現自己“總統南路回部各城”的圖謀。托倫泰、波羅尼都在霍集斯的支持下進軍順利，於烏什擊退北上的黑山派，並乘勝南下攻佔了喀什噶爾、葉爾羌。葉爾羌的和卓加罕被殺，黑山派在喀、葉兩城的統治徹底終結。一時間，波羅尼都的白山派勢力控制了天山南路的廣大地區。
八月，副將軍阿睦爾撒納反叛，糾集其原部屬攻佔伊犁等地。波羅尼都得知後，將托倫泰等人扣留，持觀望之態。乾隆二十一年（1756年）初，原留在伊犁的小和卓霍集占南下與波羅尼都會合。霍集占不顧其兄波羅尼都的反對，決定舉兵反清。霍集占的到來使霍集斯“總統回部”的計策落空，而自己也處於危險境地。霍集占擔心霍集斯家族勢力強大，可能對自己不利，於是命令霍集斯子侄分居各城：以霍集斯為和闐伯克，其長子漠咱帕爾為烏什伯克，次子呼岱巴爾氐為庫車伯克；以阿卜都瓜卜為葉爾羌伯克，其子阿布薩塔爾為阿克蘇伯克。若行軍打仗，則令其族人跟隨。
乾隆二十二年（1757年），霍集占公開舉兵反叛。次年五月，靖逆將軍雅爾哈善攻庫車城，霍集占由烏什馳援庫車。不久霍集占逃出庫車，攜霍集斯退往阿克蘇。阿克蘇人舉事，向清軍投誠。於是霍集占令霍集斯、阿布薩塔爾裹挾部分阿克蘇城外居民遷到烏什。烏什是霍集斯家族的大本營，伯克為漠咱帕爾。霍集斯欲擒拿霍集占，故伎重演，密約其子及眾頭目邀霍集占入城宴飲，乘機將其綁架。但引起了霍集占的猜疑。霍集斯見計不成，請求自己入城招撫烏什居民，遷往喀什噶爾，騙得了霍集占的同意。霍集斯藉機脫離危險，入城後即倒戈，派次子呼岱巴爾氐向清軍請降。霍集占只得退回葉爾羌。八月二十九日，新到任的定邊將軍兆惠接到霍集斯的來信，其略曰：
和闐城伯克霍集斯、圖爾璊伯克漠咱帕爾等謹呈：
從前我等擒獻達瓦齊，蒙大皇帝恩旨，令波羅尼都與我同取葉爾羌、喀什噶爾居住，曾遣使隨托倫泰奏明情節。詎霍集占不聽兄言，拘留天使（指阿敏道）。近從庫車回至阿克蘇，為衆所拒，又欲來圖爾璊，我等固守不納。願為大皇帝臣僕。至霍集占原有疑我之心，將我子姪分居各城。今聞我等歸誠，必拿禁我兄阿卜都瓜卜、姪阿布薩塔爾等矣。

### 隨軍征討大小和卓

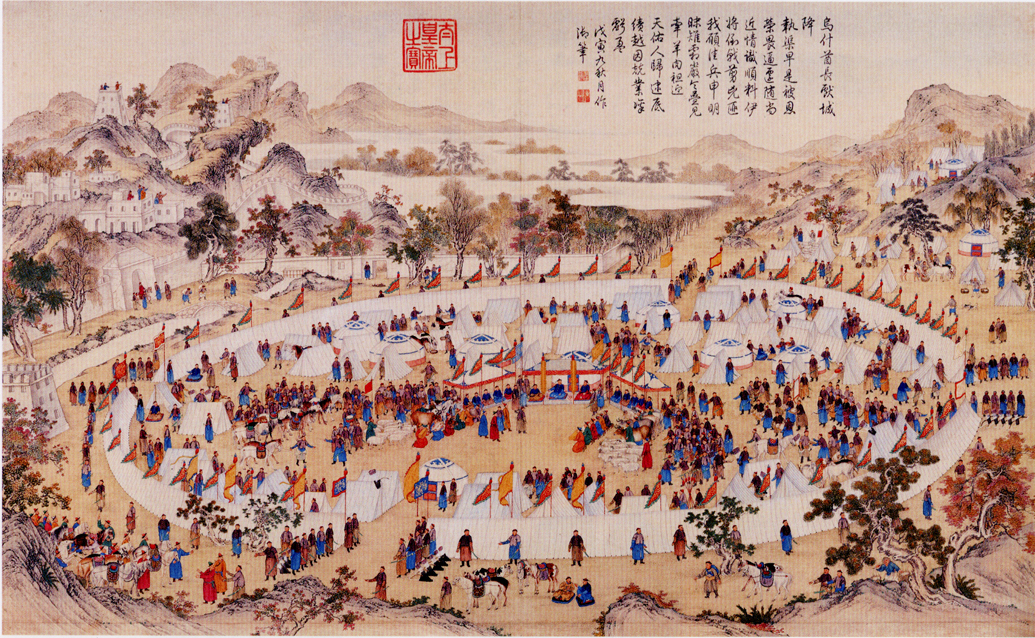
霍集斯率烏什伯克迎接將軍兆惠

八月三十日，兆惠進抵烏什，霍集斯率眾來迎，行抱見禮。霍集斯向兆惠報告葉爾羌、喀什噶爾形勢，指出：“若由烏什至喀什噶爾，則山險難行，且伊（霍集占）必由葉爾羌逃往痕都斯坦、哈喇土伯特（大西藏之音譯，即拉達克）、拔達克山。不若徑往葉爾羌。伊即在喀什噶爾，既與布魯特、安集延有隙，必不往投；仍從葉爾羌經過，大兵截擒較易。至波羅尼都為人愿謹，大兵至喀什噶爾，自當歸降。”兆惠採納其議，領兵四千奔赴葉爾羌。霍集斯請從軍謀劃，送漠咱帕爾入覲，又遣從弟額敏都、霍什提卜赴葉爾羌，招降其兄阿卜都瓜卜。乾隆皇帝聞霍集斯歸降，深為嘉悅，封霍集斯公品級，賞戴雙眼孔雀翎、紅寶石頂、裘服佩飾。此後，兆惠在軍中多採納霍集斯之謀略。
此時霍集占因霍集斯內附，拘禁了阿卜都瓜卜父子及親族，並散佈謠言稱霍集斯投降清軍却遭殺害。十月，清兵抵達葉爾羌後，霍集斯告以敵軍守城戰術，又“厲從卒擊賊”，因功晉貝子品級。黑水（喀喇烏蘇）一戰後，清軍被大小和卓圍困達三個月，霍集斯“固拒之，賊不敢逼我壘”，霍集斯之妻及子呼岱巴爾氐也在後方立下軍功。乾隆二十四年（1759年）正月，定邊右副將軍富德率援軍至，解黑水之圍，霍集斯隨兆惠返回阿克蘇。霍集斯晉封固山貝子，加貝勒品級，賜四團龍服、御用佩飾。
三、四月間，兆惠派兵南下解和闐之圍，在烏什籌備軍馬的霍集斯馳赴和闐與援軍會合。乾隆皇帝以霍集斯舊轄其地，詔授霍集斯為總管和闐六城阿奇木伯克。富德向霍集斯詢問由和闐到葉爾羌的道路，霍集斯言：“伊犁齊（和闐的維吾爾語名稱）達呼爾璊取水艱甚；丕雅勒瑪至固璊（今皮山縣城）雖有水草，而塞爾勒克楚魯克通阿里克諸站多沙磧，馬行易疲勞；且距溫都斯坦（巴基斯坦一帶）道遠，賊乘間竄，不及御。請由丕雅勒瑪迤南行，水草足，且便休馬。”富德從其言進兵葉爾羌，霍集斯統領和闐維吾爾族兵丁從征，並寫信招降波羅尼都。霍集斯從弟額敏都、霍什提卜將霍集斯招降阿卜都瓜卜之事告訴霍集占，霍集占將阿卜都瓜卜、阿卜都里木殺害。乾隆皇帝封霍集斯為多羅貝勒，傳諭撫慰。
六月底，大小和卓放棄喀什噶爾，向西逃入帕米爾。霍集斯隨富德、明瑞追擊。在葉什勒池一戰中，霍集斯與前庫車伯克鄂對，冒著槍炮持大旗招降敵軍，動搖了大小和卓軍心，致使眾多士兵投降。此戰後，霍集占兄弟率少量殘兵逃往巴達克山（在今阿富汗北部）。在清兵追擊過程中，霍集斯派托霍斯遷伯克、伊斯邁拉和卓招降巴達克山的鄰國博洛爾（在今克什米爾巴基斯坦控制區北部）。又領兵偕同副都統伊柱屯駐瓦罕（在今阿富汗東北）。博洛爾頭目沙和碩默特稱臣歸附。十月，巴達克山首領素勒坦沙獻出霍集占首級，經霍集斯等辨認屬實。回部事竣，霍集斯於是隨大軍撤回。

### 入居京師

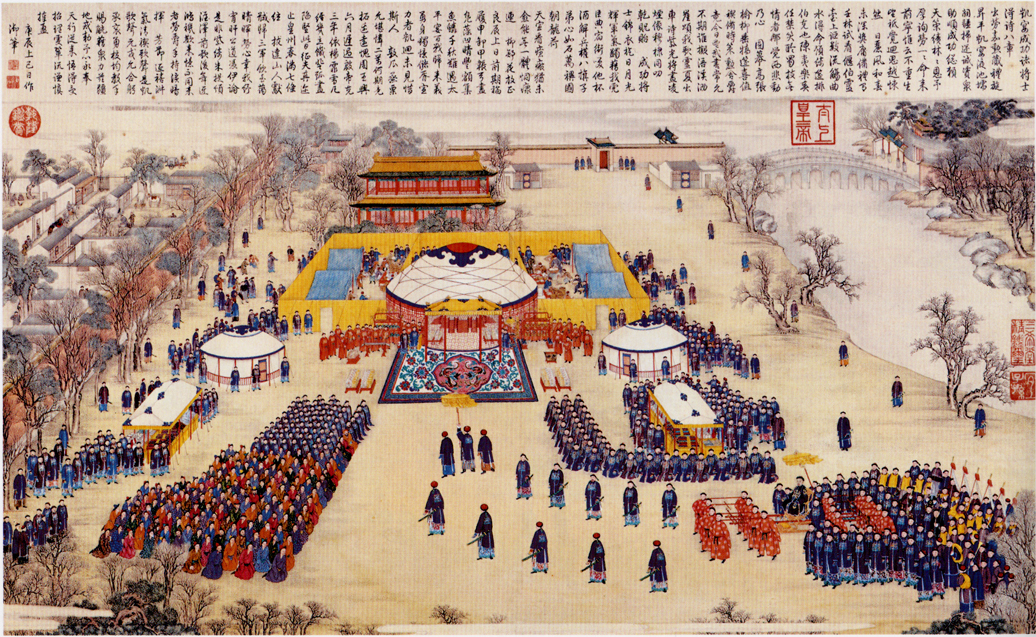
玉素卜、霍集斯領班回部王公在中南海豐澤園接受乾隆皇帝賜宴

大小和卓平定後，霍集斯加封郡王品級，在回部官員中，爵位僅次於早前歸附的吐魯番郡王額敏和卓。朝廷在對其加官進爵同時也防範其勢力膨脹，避免重蹈阿睦爾撒納、大小和卓的前車之鑒。在平叛過程中，將軍大臣等曾參劾霍集斯過失及不合禮制之處：
- 詢問烏什征收賦稅舊例時，霍集斯稱只征收畝產的十分之一（故意隱瞞，實際上準噶爾及大小和卓統治時期回部的賦稅極為沉重）；
- 與原庫車伯克鄂對不睦，遇事不相配合；
- 與原和闐伯克阿什默特結黨，為其討要和闐六城伯克的職務；
- 明知額敏和卓爵位為郡王，但故意稱呼其為伯克（有貶低之意，也對自己的爵位不滿）；
- 私自接受葉爾羌等地首領的餽贈（在維吾爾社會習以為常，但不合朝廷法度）

乾隆皇帝對此諭示兆惠、富德等：“霍集斯或不過恃功率意，即暫示包容，如情形叵測，亦不得姑息從事。”又密令兆惠送霍集斯來京入覲。回部平定後，乾隆皇帝令額敏和卓留駐葉爾羌辦事，鄂對則留任阿克蘇阿奇木伯克。霍集斯察覺到朝廷對自己有所防範，且謀求“總統回部”的官職無望，遂主動提出赴京覲見皇帝。
乾隆二十五年（1760年）初，烏什諸伯克控告霍集斯父子苛虐部衆。二月，霍集斯至京師。乾隆皇帝於圓明園正大光明殿召見哈密貝勒玉素卜、霍集斯領班的回部王公伯克四十四人。隨後，皇帝賜宴於中南海豐澤園。伯克們返回前，乾隆皇帝向霍集斯晓示烏什狀告情形，霍集斯立即上奏“烏什怨臣甚，臣蒙恩釋罪，請留居京師”。乾隆皇帝應允，念其先世墳墓遠在阿克蘇，令其幼子（當時為第三子）托克托索丕返回阿克蘇看守祭掃祖墳。此後的二十年間，凡有皇帝在京師、承德避暑山莊接見前來朝覲的蒙古、回部王公伯克，霍集斯大多得以參與。乾隆四十六年（1781年），霍集斯卒於京師。其四子哈第爾承襲郡王爵位，皇帝特詔其世襲罔替。

## 其他
霍集斯與額敏和卓家族同為吐魯番望族，曾分別統治吐魯番的部分地區。雍正初年，霍集斯之父阿濟斯和卓在準噶爾的支持下殺害了額敏和卓的兩兄長，兩家遂為仇敵。霍集斯對同在軍中效力的回部大臣頗為輕視。初見將軍兆惠時，發現額敏和卓已晉爵貝勒，言辭“稍覺謙恭”（兆惠語），但對其餘伯克如鄂對等人“俱不加禮”。

## 評價
乾隆皇帝為霍集斯在紫光閣平定西域五十功臣圖中的題贊為：
奉元戎檄，擒達瓦齊。後稍觀望，旋迎我師。同大軍進，被圍黑水。回部王族，居之京邸。
在《平定西域戰圖》之《烏什酋長獻城降》一圖上題詩：
執渠早是被恩榮，畏逼遷隨尙近情。識順料伊將倒戟，剪兇匪我願佳兵。申明眛雉霜嚴令，疊見牽羊肉袒迎。天佑人歸逮底績，越因兢業凛虧盈。

## 家族世系
- 始祖：莽蘇爾
- 父：阿濟斯和卓
- 兄弟：阿卜都瓜卜（長兄）、阿布都喇滿（阿布都里木）、玉木爾、哈色木子色里木、額敏、和錫特伊布[12]
- 子：
  - 長子：漠咱帕爾，封一等侍衛。
  - 次子：呼岱巴爾氐，曾任庫車伯克，授內大臣。
  - 三子：托克托索丕，皇帝特詔留阿克蘇居住，照看先人墳墓。
  - 四子：哈第爾，襲郡王爵位。[4]